# Marina Planas Antich
Marina Planas Antich (Palma, 1983) és una artista visual, investigadora i productora cultural, fundadora i directora de Casa Planas, centre cultural ubicat a Palma.
Llicenciada en Comunicació Audiovisual, en finalitzar la carrera es va establir a Nova York, con va continuar estudiant un màster en Photography, Vídeo & Related Media a SVA, gràcies a una beca Alice Beck-Odette. Als EUA també va treballar com a professora de fotografia i vídeo.
Com a artista, la seva obra analitza les fronteres entre art i vida, realitat i representació visual, ficció i memòria. En l'actualitat realitza projectes sobre qüestions relacionades amb la temàtica de l'arxiu. Aquests últims anys el seu treball s'ha centrat en les postals i la idea de generar una ficció i un desig mitjançant la utopia turística. Ha exposat obres, vídeos, instal·lacions i fotografies a espais com Nova York, el Centre d'Arts Santa Mònica, el Museu es Baluard, Just Mad o la Biennal de Venècia i la Biennal de Gènova, entre d'altres, i ha realitzat una residència artística a la Slade School of Arts de Londres.
El 2015 va fundar Casa Planas, des d'on ha iniciat un programa d'investigació artística per on han passat artistes com Joan Fontcuberta, Antoni Muntadas, Pedro G Romero, Ángela Bonadies, Albert Garcia-Alzorriz, Tonina Crespí, entre molts altres.